# César Litardo
César Ernesto Litardo Caicedo, (8 de enero de 1979) es un ingeniero comercial y político ecuatoriano, entre 2017 y 2021 ocupó el cargo de Asambleísta Nacional por la Provincia de Los Ríos, afiliado a Alianza País que ejerció como presidente de la Asamblea Nacional del Ecuador desde el 14 de mayo de 2019, al 14 de mayo de 2021.

## Biografía
César Litardo es un empresario e ingeniero comercial de la Provincia de Los Ríos. Ha sido gerente de la Fundación Quevedo es mi ciudad, que regeneró el malecón de Quevedo y otros espacios públicos.
Inició su vida laboral como docente en la Universidad Técnica Estatal de Quevedo.

### Actividad política
En 2017, fue elegido Asambleísta por la provincia de Los Ríos, integrando el bloque de Alianza País. Formó parte de la Comisión de Soberanía Alimentaria y Desarrollo del Sector Agropecuario y Pesquero. El 28 de noviembre de 2018, Litardo mocionó la aprobación del informe para reformar la actual Ley para Estimular y Controlar la Producción y Comercialización de Banano, Plátano (Barraganete) y otras Musáceas Afines, Destinadas a la Exportación.
Tras la consulta popular de 4 de febrero de 2018, la Asamblea Nacional conformó una comisión especializada ocasional para aprobar dos leyes derivadas del resultado positivo de dos preguntas de dicha consulta popular: La Ley Derogatoria de la Ley de Plusvalía y la Ley reformatoria del Consejo de Participación Ciudadana y Control Social. En dicha comisión ocasional, Litardo se desempeñó como Vicepresidente. La comisión ocasional logró la aprobación de ambas leyes apenas un mes después de la consulta popular.
En abril de 2018, se conformó una comisión especializada ocasional sobre seguridad fronteriza, donde Litardo fue integrante.
El 14 de mayo de 2019, César Litardo fue elegido Presidente de la Asamblea Nacional con 78 votos a favor.